# Isoguanine
L'isoguanine est une base nucléique purique isomère de la guanine, les groupes cétone et amine étant intervertis entre ces deux composés ; elle peut se former par oxydation de l'adénine dans l'ADN et est susceptible de provoquer des mutations. Elle est utilisée au laboratoire dans l'étude d'analogues d'acides nucléiques synthétiques contenant des paires de bases isoguanine-isocytosine,.

Paire de bases isoguanine-isocytosine.

Son nucléoside correspondant est l'isoguanosine.